# Kenteng (Sempor)
Kenteng is een bestuurslaag in het regentschap Kebumen van de provincie Midden-Java, Indonesië. Kenteng telt 3800 inwoners (volkstelling 2010).